# محمد قلي سليم طهراني
محمد رضا قلي الترشاتي الطهراني (توفي عام 1647)، الملقب بسليم كان شاعرًا إيرانيًا وأحد الشعراء الناطقين بالفارسية في سلطنة مغول الهند المسلمة.